# Borba
Borba ist eine Stadt (Cidade) im Alentejo in Portugal. Borba ist eine Weinstadt und liegt an der Weinstraße des Alentejo. Hier werden hervorragende Weine erzeugt, die seit Jahren auch ins internationale Ausland exportiert werden.

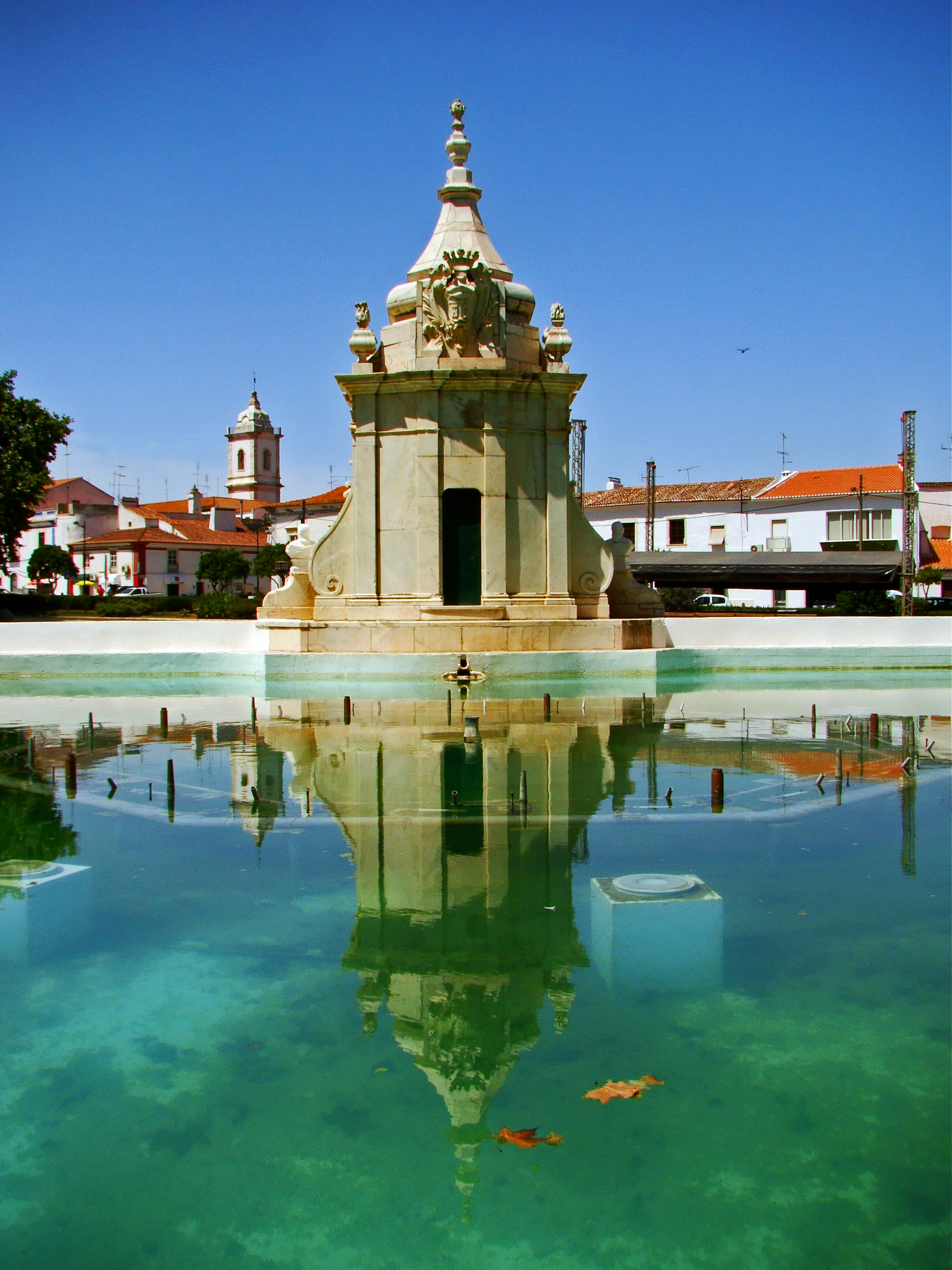
Die denkmalgeschützte Brunnenanlage Chafariz de Borba (auch Fonte da Bica)

## Geschichte
Der Ursprung des Ortes liegt vermutlich in einer ersten keltiberischen Siedlung. Nachdem es ein Ort der römischen Provinz Lusitania geworden war und anschließend zum Westgotenreich gehört hatte, kam Borba im Zuge der arabischen Landnahme 711 unter die Herrschaft der Mauren.
Im Verlauf der Reconquista eroberte der portugiesische König D.Afonso II. den Ort im Jahr 1217. König D.Dinis schuf 1302 den eigenständigen Kreis von Borba und gab ihm erste Stadtrechte, die König D.Manuel I. am 1. Juni 1512 erneuerte.
Nachdem das grenznahe Borba bereits während der Revolution ab 1383 Schauplatz einiger Gefechte zur Sicherung der Unabhängigkeit des Königreich Portugals war, wurde der Ort auch im Verlauf der weiteren Geschichte mehrmals in kriegerische Handlungen verwickelt. So eroberte im Sommer 1662 der habsburgisch-spanische General Juan de Austria während des Restaurationskrieges Borba, und er ließ hier eine Anzahl Soldaten und Offizieren hängen, darunter den Garnisonsbefehlshaber Rodrigo da Cunha Ferreira. Darüber hinaus ließ er das Rathaus und die städtischen Register anzünden, so dass heute alle historischen Manuskripte der Stadtgeschichte verloren sind. 1665 wurde Borba erneut Schauplatz von Zerstörungen, mit der Batalha de Montes Claros genannten Schlacht am 17. Juni bei Montes Claros, Gemeinde Rio de Moinhos. Ein Gedenkstein erinnert heute an das Datum. 1711 erlebte Borba eine neuerliche Besetzung, als der spanische General Domingos de Ceo den Ort einnahm und ihm hohe Kriegssteuern auferlegte. Auch während der Napoleonischen Invasionen erlitt der Ort Zerstörungen, im Zusammenhang mit den Verteidigungsgefechten von Évora am 29. Juni 1808. Von 1808 bis 1811 war danach in Borba eine schottische Brigade der britisch-portugiesischen Verteidigungsarmee unter General Beresford stationiert.
Mit Ankunft der Eisenbahn 1905 und der gestiegenen Bedeutung des Marmorabbaus im 20. Jahrhundert erlebte der Ort einen relativen Aufschwung. Borba wurde am 12. Juni 2009 zur Stadt (Cidade) erhoben.
Am Nachmittag des 19. November 2018 ereignete sich ein Erdrutsch im Bereich der Marmorsteinbrüche an der Nationalstraße 255. Die Straße rutschte auf einer Länge von 200 Meter komplett ab und riss eine Baumaschine und zwei PKW in die Tiefe. Mehrere Menschen kamen ums Leben.

## Bauwerke

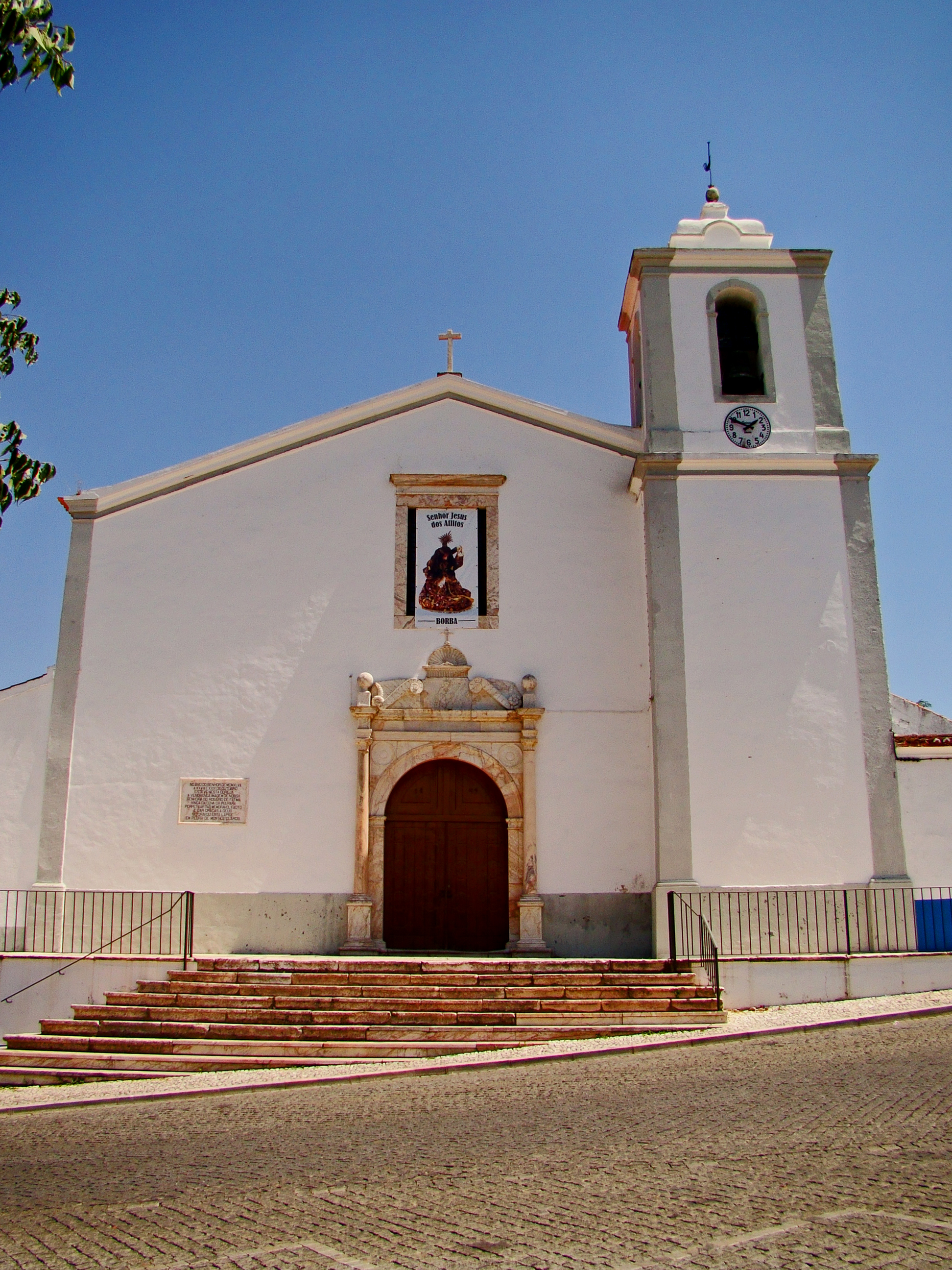
Die Hauptkirche (Igreja Matriz) von Borba

Die Burg (Castelo, nur teilweise erhalten) wie auch die Stadtmauer wurde schon unter König Afonso II von 1211 bis 1223 erbaut. Weitere historische Bauten in Borba sind
- Kirche von Nossa Senhora das Neves (15. Jahrhundert)
- Kirche der Abtei Servas de Deus (17. and 18. Jahrhundert)
- Steinkreuz und Kirche von S. Bartolomeu (17. Jahrhundert)
- Kirche von Santo António (17. Jahrhundert)
- Rathaus (17. Jahrhundert)
- Kirche von Misericórdia (16. Jahrhundert)
- Brunnen der Bicas (18. Jahrhundert)
- Kloster der Nossa Senhora da Consolação do Bosque (16. – 18. Jahrhundert)
- Bauernhof – Quinta do General (16.–18. Jahrhundert).

## Verwaltung

### Kreis
Borba ist Sitz eines gleichnamigen Kreises (Concelho). Am 19. April 2021 hatte der Kreis 6428 Einwohner auf einer Fläche von 145,2 km².
Die Nachbarkreise sind (im Uhrzeigersinn im Norden beginnend): Monforte, Elvas, Vila Viçosa, Redondo sowie Estremoz.
Die folgenden Gemeinden (Freguesias) liegen im Kreis Borba:

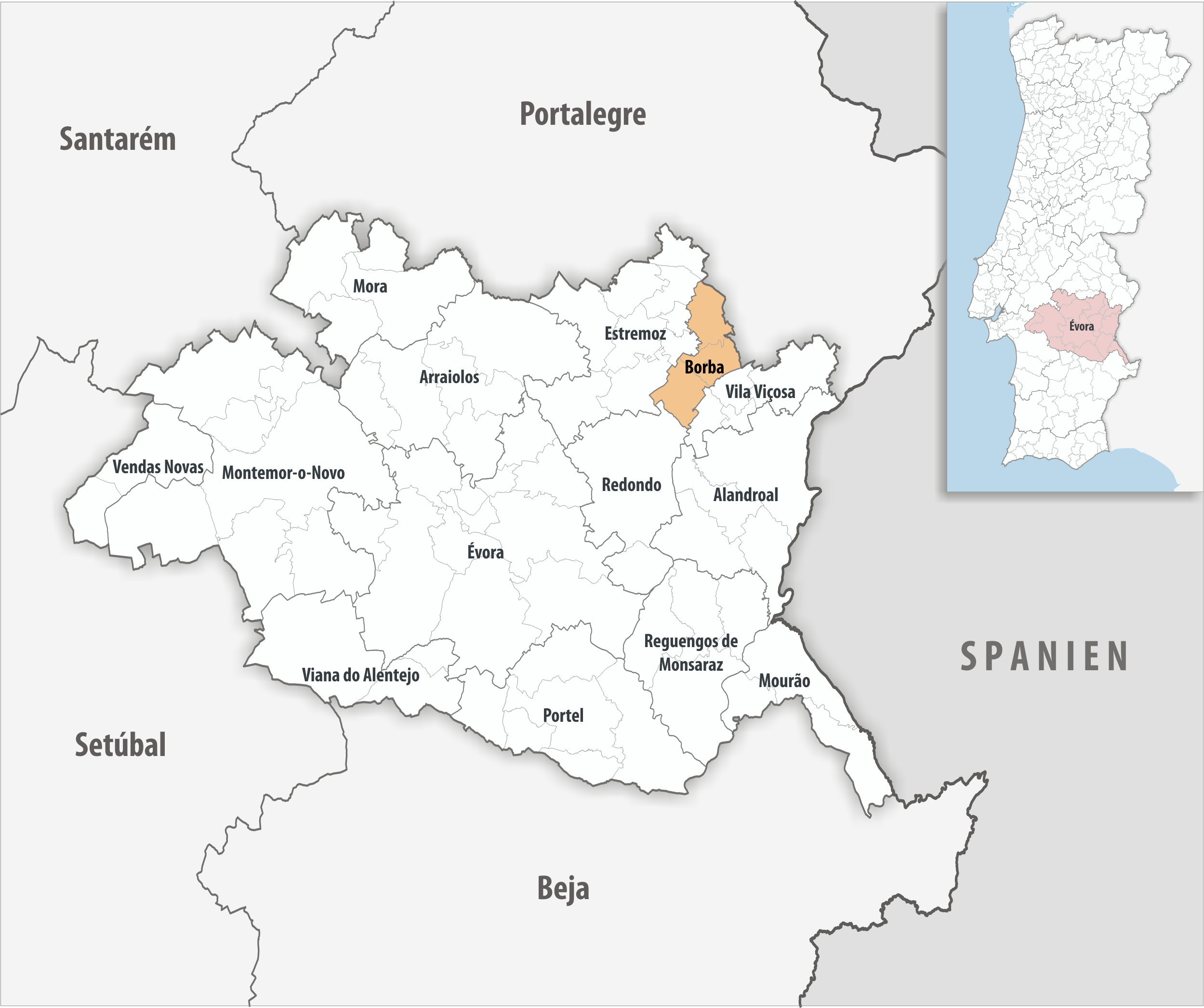
Kreis Borba

| Gemeinde       | Einwohner (2021) | Fläche km² | Dichte Einw./km² | LAU- Code |
| -------------- | ---------------- | ---------- | ---------------- | --------- |
| Matriz         | 3.387            | 41,32      | 82               | 070301    |
| Orada          | 577              | 50,81      | 11               | 070302    |
| Rio de Moinhos | 1.860            | 52,85      | 35               | 070303    |
| São Bartolomeu | 604              | 0,20       | 2.964            | 070304    |
| Kreis Borba    | 6.428            | 145,18     | 44               | 0703      |

### Bevölkerungsentwicklung
| Einwohnerzahl im Kreis Borba (1801–2011) | Einwohnerzahl im Kreis Borba (1801–2011) | Einwohnerzahl im Kreis Borba (1801–2011) | Einwohnerzahl im Kreis Borba (1801–2011) | Einwohnerzahl im Kreis Borba (1801–2011) | Einwohnerzahl im Kreis Borba (1801–2011) | Einwohnerzahl im Kreis Borba (1801–2011) | Einwohnerzahl im Kreis Borba (1801–2011) | Einwohnerzahl im Kreis Borba (1801–2011) | Einwohnerzahl im Kreis Borba (1801–2011) |
| ---------------------------------------- | ---------------------------------------- | ---------------------------------------- | ---------------------------------------- | ---------------------------------------- | ---------------------------------------- | ---------------------------------------- | ---------------------------------------- | ---------------------------------------- | ---------------------------------------- |
| 1801                                     | 1849                                     | 1900                                     | 1930                                     | 1960                                     | 1981                                     | 1991                                     | 2001                                     | 2011                                     |                                          |
| 3726                                     | 4652                                     | 6551                                     | 8094                                     | 10431                                    | 8813                                     | 8254                                     | 7782                                     | 7333                                     |                                          |

### Kommunaler Feiertag
- Ostermontag

### Städtepartnerschaften
- São Tomé und Príncipe: Mé-Zóchi (seit 2008)[5]
- Volksrepublik China: Taishan (seit 2009)[6]
- Russland: Kalininez[7]
- Angola: Chibia, Provinz Huíla (in Anbahnung)[8]

## Verkehr
Borba hatte bis 1990 über seinen Bahnhof der Teilstrecke Ramal de Vila Viçosa Anschluss an die Linha de Évora und damit an das Eisenbahnnetz des Landes.
Die Stadt liegt mit eigener Anschlussstelle (Nr. 8) an der Autobahn A6 (hier auch Europastraße 90). Über die ebenfalls hier verlaufende Nationalstraße N4 ist Borba mit dem 11 km nordwestlich gelegenen Estremoz und dem etwa 40 km östlich gelegenen Elvas verbunden.
Borba ist in das landesweite Busnetz der Rede Expressos eingebunden. Auch der lokale und regionale Personennahverkehr wird durch private Buslinien sichergestellt.

## Wirtschaft
Wesentlicher Motor der lokalen Wirtschaft ist der Abbau von Marmor und dessen Weiterverarbeitung. International bekannt sind die Weine von Borba, auch das hier produzierte Olivenöl ist zu nennen. Des Weiteren haben die hier hergestellten traditionellen Wurstwaren (Enchidos de Borba) und Käsespezialitäten überregionale Bekanntheit.

## Söhne und Töchter der Stadt
- Henrique Nunes († 1524), Marranen-Spion
- Bento Pereira (1605–1681), jesuitischer Theologe, Lexikograph und Romanist
- Joaquim Azinhal Abelho (1911–1979), Schriftsteller, Übersetzer und Regisseur
- Henrique Granadeiro (* 1943), Ökonom, Unternehmer und Manager, seit Juni 2013 CEO (Vorstandsvorsitzender) der Portugal Telecom
- Vítor Norte (* 1951), Schauspieler
- Luís Bilro Pereira (* 1971), ehemaliger Strandfußball-Nationalspieler, Trainer der Strandfußballmannschaft von Sporting Lissabon, Sportkommentator
- Luís Godinho (* 1985), Fußballschiedsrichter